# Jarbola
Jarbola je autohtona hrvatska sorta vinove loze, koja je skoro izumrla. Analiza DNK pokazala je da je ova sorta jedinstvena i prava je sreća što je prepoznata u starim vinogradima na obroncima Ćićarije. Iz pronađenih dvadeset čokota napravljen je sadni materijal, te bi se trebala uskoro rasprostaniti po cijeloj Istri i Hrvatskoj.
2003. godine je proizvedeno sto litara vina od ove sorte, koje je pokazalo aromatičnost i pojačane kiseline. Iako je 2003. godina bila izrazito naklona prema grožđu, pripisat ćemo visoke kiseline prevelikoj rodnosti (20 kg po čokotu) te ovoj sorti prognozirati svijetlu budućnost.

## Vanjske poveznice
- Mali podrum  Arhivirana inačica izvorne stranice od 28. rujna 2007. (Wayback Machine) - Jarbola; hrvatska vina i proizvođači
- Narodne novine: Pravilnik o Nacionalnoj listi priznatih kultivara vinove loze (pristupljeno 7.studenoga 2015.)